# Балка Мала Кам'янка
Балка Мала Кам'янка — річка в Україні, у Нікопольському районі Дніпропетровської області. Права притока Дніпра (басейн Чорного моря).

## Опис
Довжина річки 23 км, похил річки — 1,6 м/км. Площа басейну 149 км². Річка пересихає.

## Розташування
Бере початок на південно-східній стороні від села Високе. Тече переважно на південний захід понад Дмитрівкою і між Кам'янським та Придніпровським впадає у річку Дніпро.
Річку перетинає автошлях Н23.